# 이다 달세르
이다 이레네 달세르(이탈리아어: Ida Irene Dalser, 1880년 8월 20일 ~ 1937년 12월 2일)는 이탈리아의 파시스트 독재자 베니토 무솔리니의 첫 번째 부인이다.
무솔리니와의 사이에서는 아들 베니토 알비노 달세르(1915년 ~ 1942년)만 낳았다.